# Euphoresia signata
Euphoresia signata är en skalbaggsart som beskrevs av Moser 1917. Euphoresia signata ingår i släktet Euphoresia och familjen Melolonthidae. Inga underarter finns listade i Catalogue of Life.